# Jeżogłówka pojedyncza
Jeżogłówka pojedyncza (Sparganium emersum) – gatunek rośliny z rodziny pałkowatych (Typhaceae) (w niektórych ujęciach w wyodrębnianej rodzinie jeżogłówkowatych Sparganiaceae). Szeroko rozprzestrzeniony w strefie umiarkowanej półkuli północnej. W Polsce spotykany w całym kraju z wyjątkiem obszarów górskich i podgórskich.

## Morfologia

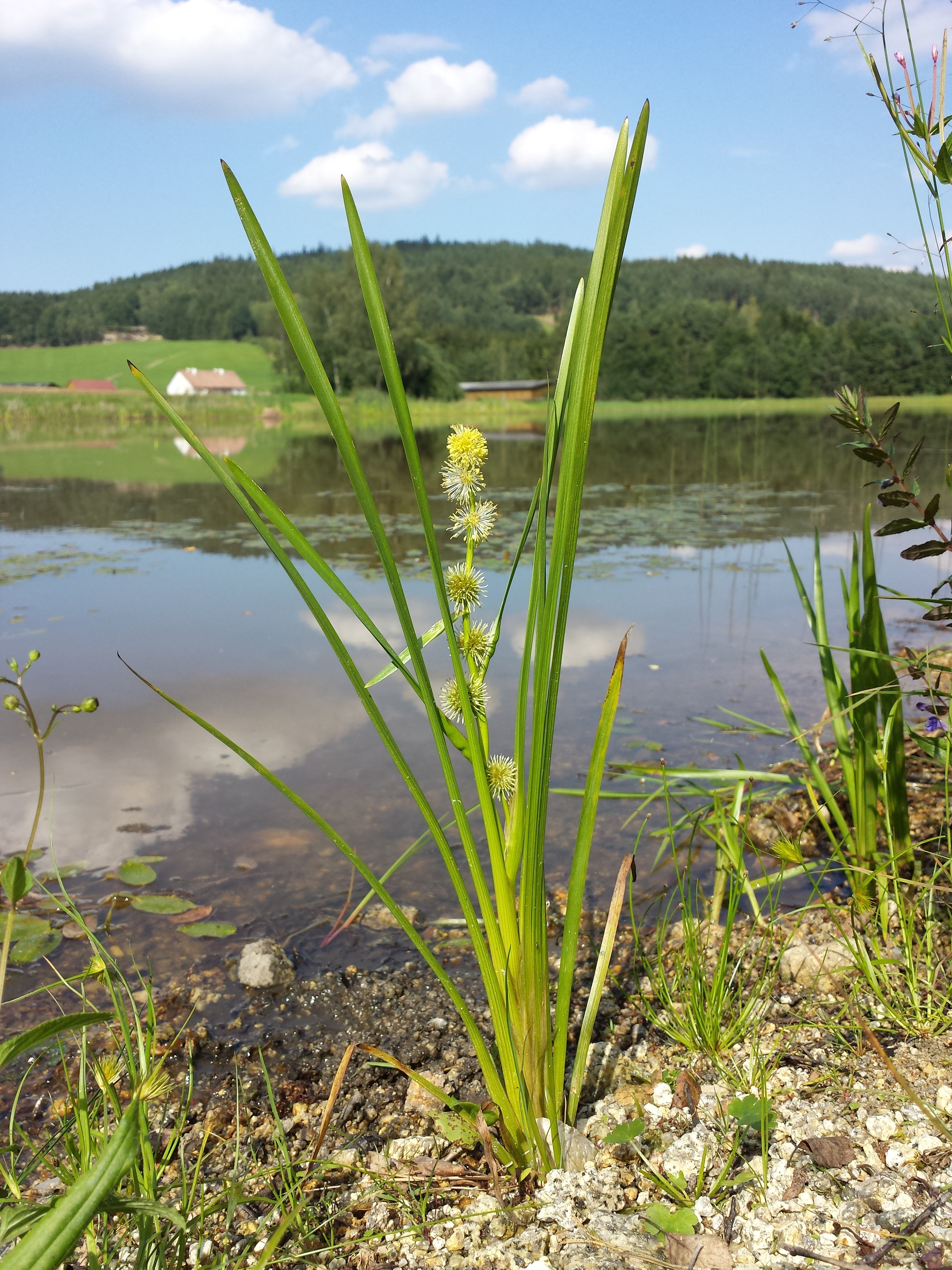
Pokrój

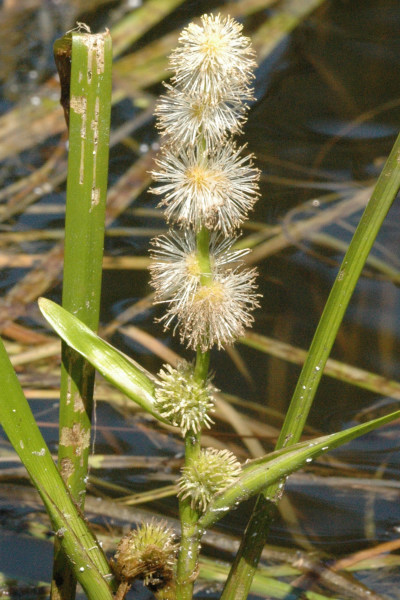
Kwiatostan

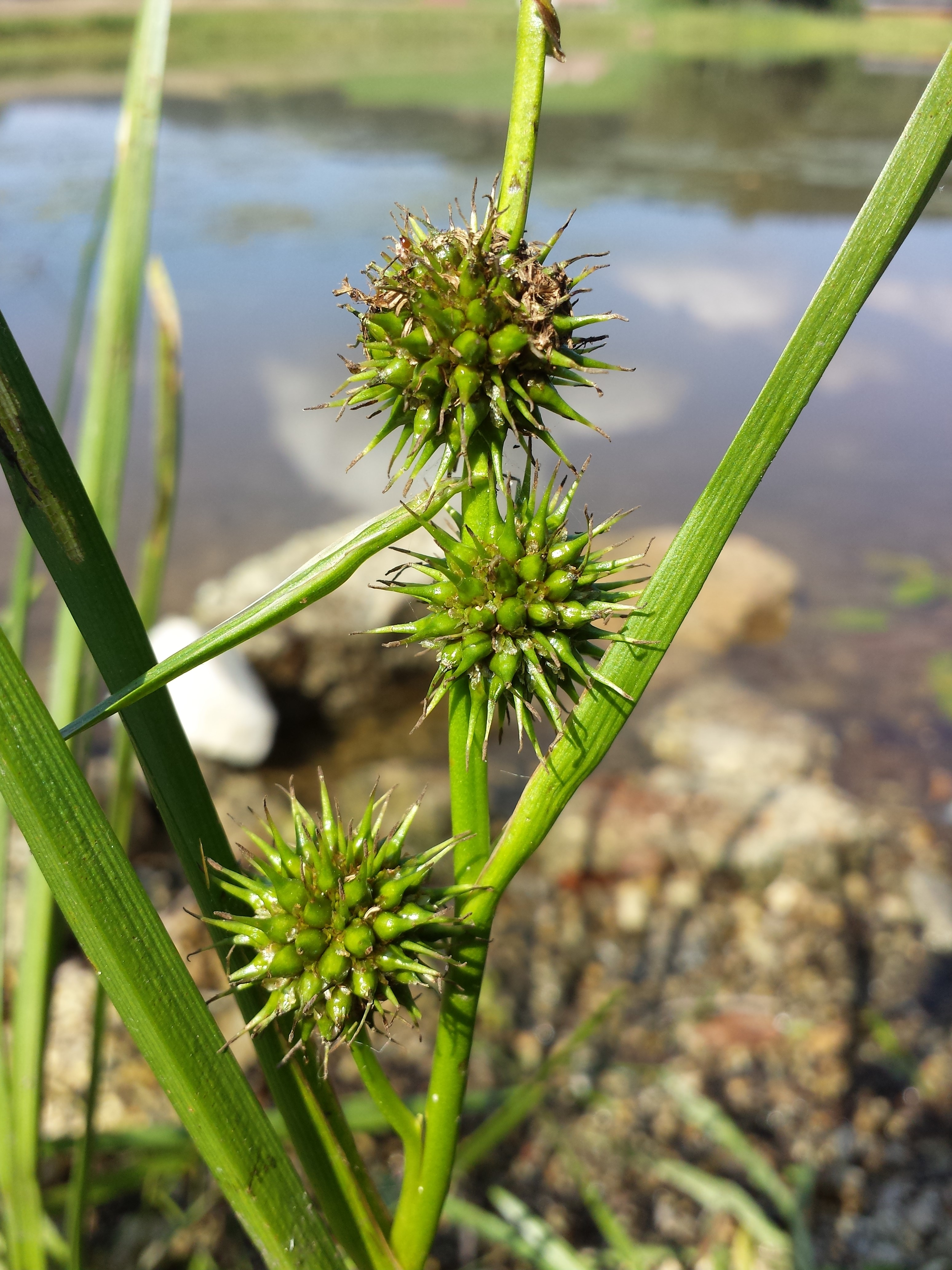
Owoce

ŁodygaWysoka od 20 do 60 centymetrów, rzadko pływająca, ale wówczas nieco dłuższa.
LiścieSztywno wzniesione, do 8 mm szerokości z wyraźną linią grzbietową. U nasady liście pływające w kształcie trójkątnym z wystającym nerwem środkowym.
KwiatyKwiatostan nierozgałęziony o główkach ustawionych w kształcie kłosa po 3-6 żeńskich i po 4-6 męskich. Okres kwitnienia od czerwca do lipca.

## Ekologia
Porasta brzegi stawów, jezior i rzek, szuwary, muliste podłoża.